# Hot Natured
Hot Natured est un groupe britanno-américain de musique électronique. 

## Histoire
Hot Natured est composé à l'origine de Jamie Jones et Lee Foss, lesquels sont ensuite rejoints par Ali Love (Alexander Williams) et Luca C (Luca Cazal). En 2012, le groupe voit son single Benediction classé en 40e position du hit-parade britannique. En 2013, c'est Reverse Skydiving, en collaboration avec la chanteuse Anabel Englund (en), qui atteint la 56e place du même classement.